# زرگر (آبیک)
زرگر یا رومانو، یکی از روستاهای استان قزوین است که در بخش بشاریات شهرستان آبیک واقع شده است. بخشی از مردم این روستا، اصالتاً رومانی هستند و به گویشی از زبان رومانی صحبت می‌کنند.

## جمعیت
این روستا در دهستان بشاریات شرقی واقع شده است. بر اساس سرشماری سال ۱۳۸۵، جمعیت آن ۷۵۰ نفر در ۱۸۲ خانوار بوده است. همچنین براساس سرشماری سال ۱۳۹۵، جمعیت آن ۵۸۸ نفر در ۱۸۷ خانوار بوده است.

## مردم
ساکنان این روستا، از مردم روما هستند و به گویش زرگری که گویشی از زبان رومانی است سخن می‌گویند.

## چشمه
چشمه‌ای به نام نوپلکس (noplex) در کنار این روستا قرار دارد که اهالی منطقه بر این باور هستند که اسفندیار شاهنامه در این چشمه رویین‌تن شده است. در این افسانه گفته شده چون اسفندیار چشمانش را در زمان غسل بسته بوده، از آن ناحیه آسیب‌پذیر شد و در نهایت در جنگ با رستم و به دلیل کمک و حمایت‌های سیمرغ از رستم مغلوب شده و شکست خورد.
(البته نمی‌توان صحت چنین چیزی را تأیید کرد)

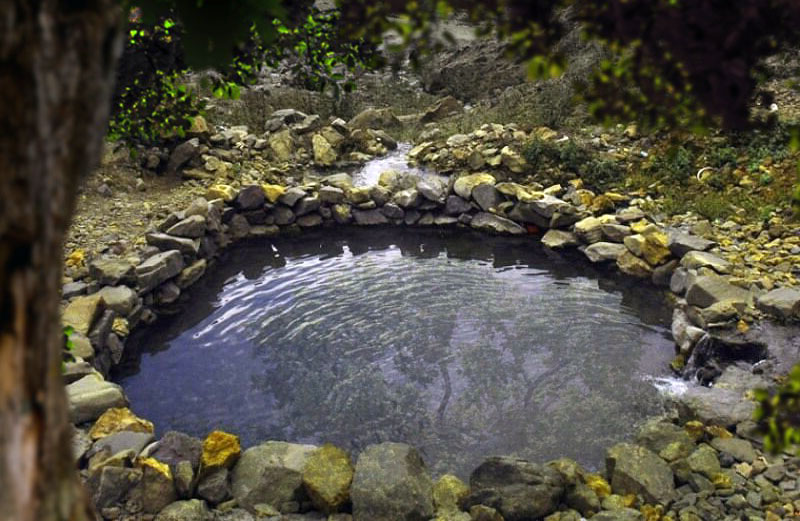
چشمه ای اساطیری که اسفندیار در آن رویین‌تن شده است.